# Occupation (Film)
Occupation ist ein australischer Science-Fiction-Actionfilm von Luke Sparke, der im Juli 2018 in die Kinos in Neuseeland und in Australien kam. In den Hauptrollen agieren Dan Ewing, Temuera Morrison, Stephanie Jacobsen, Rhiannon Fish, Jacqueline McKenzie und Bruce Spence.
2020 erschien mit Project Rainfall eine Fortsetzung.

## Handlung
Die Geschichte spielt in einer kleinen australischen Stadt, die von einer außerirdischen Invasion heimgesucht wird. Während eines Rugby-Spiels kommt es zu einem plötzlichen Stromausfall, gefolgt von einem Angriff der Aliens, die mit überlegener Technologie große Teile der Stadt zerstören. Viele Einwohner werden getötet oder gefangen genommen.
Im Mittelpunkt steht eine Gruppe Überlebender, darunter der ehemalige Sportstar Matt, die schwangere Krankenschwester Vanessa und der Tourist Peter. Ihnen gelingt die Flucht in die umliegenden Wälder, wo sie sich zunächst verstecken und versuchen, Kontakt zu anderen Überlebenden herzustellen. Als keine Hilfe eintrifft und die Vorräte knapp werden, entschließt sich die Gruppe, selbst aktiv zu werden.
Sie organisieren einen Guerillakampf gegen die außerirdischen Invasoren, die ihren eigenen Planeten zerstört haben und die Erde als neue Heimat beanspruchen. Neben dem Kampf gegen die technologisch überlegenen Aliens müssen die Menschen auch ihre eigenen Differenzen überwinden, um als Gemeinschaft zu überleben und zurückzuschlagen.
Im Verlauf der Handlung verschwimmen zunehmend die Grenzen zwischen Gut und Böse und es gibt Ansätze einer ökologischen Botschaft: Der Raubbau der Menschheit an der Erde wird thematisiert. Dennoch bleibt der Film in erster Linie ein actionorientiertes B-Movie, das von zahlreichen Explosionen und Gefechten geprägt ist.

## Produktion
Regie führte Luke Sparke, der auch das Drehbuch schrieb. Die Filmmusik komponierte Christopher Elves.
Der Film wurde Ende 2017 an der australischen Gold Coast gedreht. Rund 300 Einheimische fungierten als Statisten. Als Kameramann fungierte Tony O'Loughlan.
Film Mode Entertainment sicherte sich die internationalen Rechte am Film. Vertriebsrechte wurden in die USA, nach Japan, China, Vietnam und andere asiatische Märkte verkauft.
Der Film feierte am 10. Juli 2018 im Ritz Cinema in Sydney seine Weltpremiere, kam am 12. Juli 2018 in die australischen und am 26. Juli 2018 in die neuseeländischen Kinos. Ein Kinostart in den USA erfolgte am 20. Juli 2018.

## Altersfreigabe
In den USA erhielt der Film von der MPAA ein R-Rating, was einer Freigabe ab 17 Jahren entspricht. In Deutschland erhielt der Film eine Freigabe ab 12 Jahren.

## Rezeption
Die Kritiken zu ''Occupation'' fielen gemischt aus. Gelobt wurden vor allem die ambitionierte Produktion, die Actionsequenzen und das vergleichsweise hohe Produktionsniveau für einen australischen Genrefilm. Kritisiert wurden hingegen die klischeehafte Handlung, eindimensionale Figuren und der Mangel an Innovation. Viele Kritiker sahen deutliche Anleihen bei bekannten Vorbildern wie ''Independence Day'' und ''Red Dawn''. Der Film erhielt durchschnittliche Bewertungen und war dennoch erfolgreich genug, um eine Fortsetzung mit dem Titel ''Occupation: Rainfall'' (2020) zu ermöglichen.